# Florentina Budică
Florentina Budică (* 5. Januar 1995) ist eine rumänische Leichtathletin, die im Hochsprung sowie im Siebenkampf an den Start geht.

## Sportliche Laufbahn
Erste internationale Erfahrungen sammelte Florentina Budică im Jahr 2020, als sie bei den Balkan-Meisterschaften in Cluj-Napoca mit 4778 Punkten die Silbermedaille im Siebenkampf gewann. Im Jahr darauf startete sie bei den Balkan-Hallenmeisterschaften in Istanbul im Hochsprung und belegte dort mit übersprungenen 1,70 m auf den siebten Platz und bei den Balkan-Meisterschaften in Smederevo konnte sie ihren Mehrkampf nicht beenden.
2021 wurde Budică rumänische Hallenmeisterin im Fünfkampf.

## Persönliche Bestleistungen
- Hochsprung (Freiluft): 1,79 m, 24. Mai 2019 in Bukarest
  - Hochsprung (Halle): 1,83 m, 19. März 2021 in Bukarest
- Siebenkampf: 4809 Punkte, 25. Mai 2019 in Bukarest
  - Fünfkampf (Halle): 3735 Punkte, 19. März 2021 in Bukarest